# François Migault
François Migault, né le 4 décembre 1944 au Mans et mort le 29 janvier 2012 à Parigné-l'Évêque, est un pilote automobile français. Après de bons débuts en Formule 3, il tente l'aventure en Formule 1 au sein de l'écurie de Peter Connew, Connew Racing Team, en 1972. François Migault a disputé treize Grands Prix de Formule 1 de 1972 à 1975, sans inscrire de point. Sa meilleure performance est une quatorzième place au Grand Prix automobile de France 1974 et sa meilleure qualification est une quatorzième place sur la grille lors du Grand Prix automobile de Grande-Bretagne 1974.

## Carrière
Vainqueur du Volant Shell, François Migault décroche un volant en Formule 3 chez Tecno pour les saisons 1970 et 1971. Il passe ensuite en Formule 2 où il ne dispute que deux courses et se classe quatrième à Albi puis cinquième à Rouen.
En 1972, il accède à la Formule 1 au sein de l'écurie Connew Racing Team, équipe privée aux faibles moyens avec laquelle il parvient à prendre le départ du Grand Prix automobile d'Autriche 1972 au volant de la Connew PC1. Déçu par cette expérience frustrante, Migault retourne alors en Formule 2 au sein de l'écurie Pygmée pour disputer la saison 1973.
Il retente sa chance en Formule 1 en 1974, chez BRM, avec un contrat de troisième pilote, et il prend le départ en dix occasions, lorsque BRM engage trois BRM P160E. Au Grand Prix du Canada, son écurie lui signifie la clôture de son contrat. Il trouve alors refuge en 1975 chez Embassy-Hill, l'écurie de Graham Hill. Au volant de la GH1, Migault se qualifie deux fois en vingt-deuxième position sur la grille de départ. Il termine non classé en Espagne et abandonne en Belgique. Ses performances médiocres provoquent son éviction de l'équipe. Son ultime chance en Formule 1 lui est donnée par Frank Williams, au sein du Williams F1 Team, mais Migault est victime d'une casse moteur dans le tour de formation de l'unique Grand Prix auquel il participe.

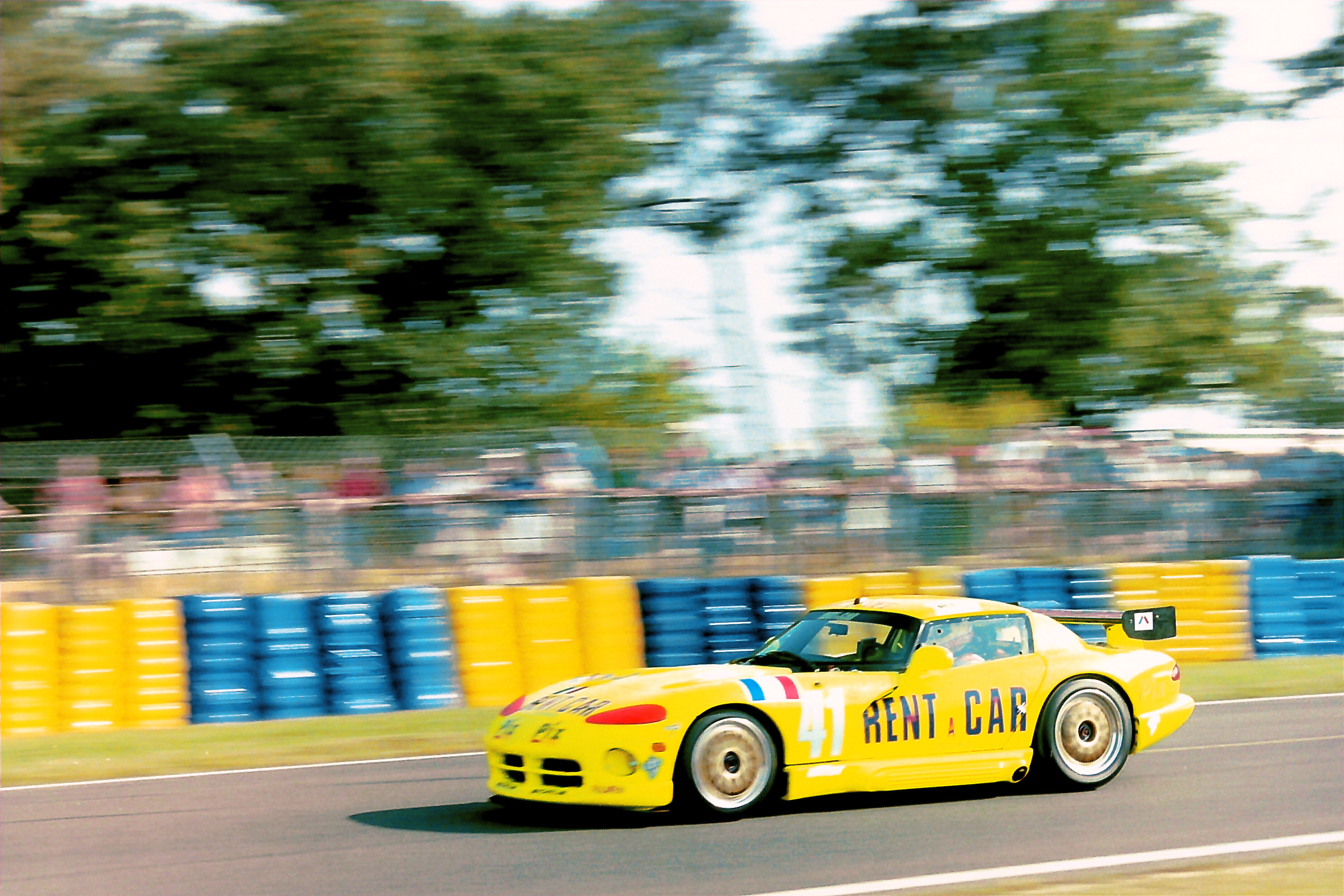
Dodge Viper RT10 de François Migault, Denis Morin et Philippe Gache lors des 24 heures du Mans 1994.

En 1976, il retourne en Formule 2, avec Osella, sans résultat notable. Il participe alors à d'autres compétitions automobiles, notamment l'Endurance. Migault s'engage vingt-sept fois aux 24 Heures du Mans et signe trois podiums. Il termine à la troisième place en 1974 avec Jean-Pierre Jabouille sur une Matra Simca MS670C puis finit deuxième en 1976, sur une Mirage GR8 en compagnie de Jean-Louis Lafosse et troisième en 1981 sur une Rondeau M 379 C aux côtés de Gordon Spice.
Le 4 juin 1987, sur l'autoroute de Saint-Quentin-Reims (A26) fermée, à bord d'une WM P87, il atteint 416 km/h et bat le précédent record de Mark Donohue (413 km/h à bord de sa Porsche CanAm).
Il est le troisième français en nombre de participations aux 24 Heures, derrière Henri Pescarolo (33) et Bob Wollek (30).

## Résultats en championnat du monde de Formule 1
| Saison | Écurie                                                    | Châssis     | Moteur      | Pneus     | GP disputés | Points inscrits | Classement |
| ------ | --------------------------------------------------------- | ----------- | ----------- | --------- | ----------- | --------------- | ---------- |
| 1972   | Darnval Connew Racing Team                                | PC1         | Cosworth V8 | Firestone | 1           | 0               | n.c.       |
| 1974   | Team Motul BRM                                            | P160E P201  | BRM V12     | Firestone | 10          | 0               | n.c.       |
| 1975   | Embassy Racing with Graham Hil Frank Williams Racing Cars | GH1 T370 FW | Cosworth V8 | Goodyear  | 2           | 0               | n.c.       |

## Résultats aux 24 Heures du Mans
| Année | Voiture                     | Équipe                     | Équipiers                                   | Résultat                                     |
| ----- | --------------------------- | -------------------------- | ------------------------------------------- | -------------------------------------------- |
| 1969  | Ferrari Dino 206S           | North American Racing Team | Robert Mieusset                             | Non partant (accident aux essais)            |
| 1972  | Ferrari 365 GTB4            | Charles Pozzi              | Daniel Rouveyran                            | Abandon (embrayage)                          |
| 1973  | Ferrari 365 GTB4            | North American Racing Team | Luigi Chinetti jr.                          | 13e                                          |
| 1974  | Matra Simca MS670 B         | Équipe Gitanes             | Jean-Pierre Jabouille                       | 3e                                           |
| 1975  | Ligier JS2                  | Automobiles Ligier Gitanes | Henri Pescarolo                             | Abandon (crevaison)                          |
| 1976  | Mirage GR8                  | Grand Touring Cars Inc.    | Jean-Louis Lafosse                          | 2e                                           |
| 1977  | Ferrari 365 GT4/BB          | North American Racing Team | Lucien Guitteny                             | 16e                                          |
| 1978  | Ferrari 365 GT4/BB          | North American Racing Team | Lucien Guitteny                             | 16e                                          |
| 1979  | De Cadenet LM               | Alain de Cadenet           | Alain de Cadenet                            | Abandon (boite de vitesses)                  |
| 1980  | De Cadenet LM               | Alain de Cadenet           | Alain de Cadenet                            | 7e                                           |
| 1981  | Rondeau M 379 C             | Jean Rondeau               | Gordon Spice                                | 3e                                           |
| 1982  | Rondeau M 382               | Jean Rondeau - Malardeau   | Xavier Lapeyre/Gordon Spice                 | Abandon (moteur)                             |
| 1983  | Ford C 100                  | Peer Racing                | Martin Birrane (en) / David Kennedy         | Abandon (pompe à essence)                    |
| 1984  | Lola T610                   | John Bartlett Racing       | Steve Kempton (pl) / François Sérvanin (en) | Abandon (accident)                           |
| 1986  | WM P85                      | WM Secateva                | Michel Pignard / Jean-Daniel Raulet         | Abandon (moteur)                             |
| 1987  | WM P86                      | Secateva                   | Jean-Daniel Raulet / Pascal Pessiot         | Abandon (moteur)                             |
| 1988  | Cougar C22-Porsche          | Courage Compétition        | Ukyo Katayama / Paul Belmondo               | Abandon (accident)                           |
| 1990  | ALD C 289                   | Louis Descartes            | Gérard Tremblay / Jacques Heuclin           | Abandon (transmission)                       |
| 1991  | Cougar C26S-Porsche         | Courage Compétition        | Jean-Daniel Raulet / Lionel Robert          | 11e                                          |
| 1992  | Spice SE 90 C               | Team TDR                   | Chris Hodgetts / Thierry Leclerf            | Non partant                                  |
| 1993  | Porsche 962 CK 6            | Porsche Kremer Racing      | Andy Evans / Tomas Saldana (en)             | 13e                                          |
| 1994  | Dodge (Chrysler) Viper RT10 | Rent A Car Racing Team     | Philippe Gache / Denis Morin                | Non classé (distance parcourue insuffisante) |
| 1995  | Marcos LM 600               | Team Marcos                | David Leslie / Chris Marsh                  | Non classé (distance parcourue insuffisante) |
| 1997  | Marcos Mantara LM 600       | Team Marcos                | Dominic Chappell (en) / Henri Louis Maunoir | Non qualifié                                 |
| 1998  | Ferrari 333 SP              | Pilot Racing               | Pascal Fabre / Michel Ferté                 | Abandon (boite de vitesses)                  |
| 2001  | Pilbeam MP 84               | S+R Rowan Racing           | Warren Carway / Martin O'Connell            | Abandon (accident)                           |
| 2002  | Dome S101                   | Kondo Racing               | Ian Mac Kellar / Masahiko Kondō             | Abandon (boite de vitesses)                  |